# Lo strangolatore di Vienna
Lo strangolatore di Vienna és una pel·lícula italiana de terror giallo del 1971 dirigida per Guido Zurli.

## Sinopsi
El carnisser Otto és alliberat de l'asil on va ser tancat per colpejar un client. No volia tornar a compartir l'habitació de la seva dona, es va traslladar a una habitació a sobre de la seva botiga. Allà, enxampat per la seva dona espiant una dona que es despulla, l'estrangula i disposa del cos fent embotits.
Tanmateix, quan fa presoner la jove Berta amb la intenció de fer altres delícies per vendre al taulell, aquesta troba la manera de desemmascarar el carnisser introduint les seves joies en un carregament de carn destinada a la policia.

## Repartiment
- Victor Buono: Otto Lehman
- Franca Polesello: Berta Hensel
- Brad Harris: Mike Lawrence
- Dario Michaelis: ispettore Klaus
- Karin Field: Hanna Lehman
- Luca Sportelli: Karl Brunner
- Claudio Trionfi
- Hansi Linder: Frieda Ulm
- Tina Buranzo
- Giacomo Pergola
- Dino Peretti

## Recepció
Fou projectada com a part de la secció oficial al VIII Festival Internacional de Cinema Fantàstic i de Terror de Sitges.